# De Kronieken van Narnia: De reis van het drakenschip (film)
De kronieken van Narnia: De reis van het drakenschip (Engelse titel: The Chronicles of Narnia: The Voyage of the Dawn Treader) is een film die op 8 december 2010 in première ging. De film is gebaseerd op het vijfde deel van De Kronieken van Narnia van C.S. Lewis, het boek The Chronicles of Narnia: The Voyage of the Dawn Treader. De film is uitgebracht door 20th Century Fox en stond onder regie van Michael Apted.

## Verhaallijn
Edmund en Lucy verblijven bij hun vervelend neefje Eustaas. Als ze op een dag naar een schilderij kijken op Lucy's kamer, begint het tot leven te komen. Ze worden in Narnia gezogen waar ze door het drakenschip gered worden. Niemand weet waarom ze er zijn want ze denken dat al het kwaad verdreven is. Maar als ze aan land gaan worden ze opeens gevangengenomen waar ze te weten komen dat er toch nog kwaad is in Narnia. Om het kwaad te verdrijven moeten ze de 7 zwaarden van Aslan op de stenen tafel samen leggen. Maar om de 7 zwaarden te vinden moeten ze eerst de 7 vrienden van de vroegere koning Caspian vinden die door Miraz verdreven zijn.

## Achtergrond

### Productie
In juni 2007 had Michael Apted getekend om het derde deel te regisseren. In januari 2008 zouden de opnames beginnen, mei 2009 zou de film in première gaan. Men zou opnamen doen in Malta, Praag en IJsland. Door de schoolverplichtingen van de jonge acteurs werden de opnames uitgesteld naar oktober 2008, de release was verschoven naar 7 mei 2010. De opnames zouden plaatsvinden in Playas de Rosarito, Baja California en in Australië, waar ook de opnames van Titanic werden gedaan.
Begin 2009 maakte Walt Disney bekend dat ze zich terugtrekken uit de financiering en producering van de derde film. Disney zag geen toekomst meer in een derde deel. 20th Century Fox zag nog wel toekomst en nam de productie over.
Op 27 juli 2009 is men eindelijk gestart met de opnames. Men heeft gedraaid tot 16 november 2009. December 2010 zal de film in de zalen komen. De opnames hebben plaatsgevonden in Australië en in Nieuw-Zeeland.

### Muziek
De filmmuziek werd gecomponeerd door David Arnold en hij gebruikte ook enkele muziekthema's uit de vorige films die gecomponeerd werden door Harry Gregson-Williams. Deze muziek werd ook uitgebracht op een soundtrackalbum.

## Rolverdeling
William Moseley (Peter Pevensie) en Anna Popplewell (Susan Pevensie), de twee hoofdrollen uit de vorige twee films, zouden aanvankelijk niet meer te zien zijn in de derde film omdat ze in de boeken niet meer voorkomen. Verder werd in het tweede deel vermeld dat ze alles al geleerd hadden en niet meer hoefden terug te komen. Toch, zullen Susan en Peter toch nog opduiken in de film. Het zal gaan over een kleine rol, er zijn slechts enkele cameo's geweest met deze acteurs. Er zijn ook cameo's geweest met Jadis, de Witte Heks (Tilda Swinton).

### Hoofdrollen
- Ben Barnes - Koning Caspian
- Laura Brent - Lilliandil
- Skandar Keynes - Edmund Pevensie
- Georgie Henley - Lucy Pevensie
- Will Poulter - Eustaas Adelbert Schreutel
- Simon Pegg - Rippertjiep (stem) (aanvankelijk Bill Nighy)
- Gary Sweet - Kapitein Drinian
- Arthur Angel - Rhince

- Tony Nixon - Rynelf
- Shane Rangi - Tavros de Minotaurus
- Colin Moody - Pug
- Terry Norris - Heer Bern
- Anna Popplewell - Susan Pevensie
- David Vallon - Gouverneur Gumpas
- Bruce Spence - Heer Rhoop
- Bille Brown - Coriakin
- Liam Neeson - Aslan (stem)

### Bijrollen
- Tilda Swinton - Jadis, de Witte Heks (kleine rol)
- William Moseley - Peter Pevensie (kleine rol)

## Vervolg
Aanvankelijk zou De Kronieken Van Narnia: De Zilveren Stoel worden verfilmd. Dat heeft 20th Century Fox bevestigd. In deze film zou familie Pevensie niet meer voorkomen. Eind maart 2011 werd bevestigd dat niet De Zilveren Stoel, maar De Kronieken van Narnia: Het neefje van de tovenaar wordt verfilmd. Door het verlopen van de rechten op de boekenreeks van C.S. Lewis, werden plannen voorlopig opgeborgen. In 2012 werden er toch weer onderhandelingen gestart. Zowel De Zilveren Stoel als Het Neefje van de Tovenaar waren opties. In januari 2013 werd verteld dat Het Neefje van de Tovenaar de voorkeur had.
In oktober 2013 werd officieel bevestigd dat Mark Gordon Company een deal heeft getekend om de productie verder te zetten. Daar werd bevestigd dat De Zilveren Stoel zal worden gemaakt als vierde film. Het scenario wordt geschreven en de casting is bezig. In april 2015 werd officieel bevestigd dat Liam Neeson en Tilda Swinton zullen terugkeren in de nieuwe film. Ook werd bekend dat de film pas ten vroegste in 2016 in de bioscopen zal verschijnen